# Romeo a Julie (balet)
Romeo a Julie je balet o třech dějstvích na motivy stejnojmenné tragédie Williama Shakespeara. Hudbu k baletu složil Sergej Prokofjev. Prokofjev psal hudbu od roku 1935 původně pro leningradské Kirovovo divadlo, které od projektu upustilo. Ujalo se ho Velké divadlo v Moskvě, které po dokončení partitury (Op. 64) v roce 1936 od plánu také odstoupilo (balet měl tenkrát skončit šťastně). Světová premiéra baletu se uskutečnila v Brně 30. prosince 1938. Choreografii k představení vytvořil tehdejší ředitel brněnského baletního souboru Ivo Váňa Psota. Poté byly ještě v partituře provedeny změny a konečná podoba byla předvedena v roce 1940 v Kirovově divadle.

## Dějová zápletka

### 1. dějství
Na náměstí ve Veroně dojde k bitce mezi příslušníky dvou znepřátelených rodů, Monteky a Kapulety.
U Kapuletů se chystá ples. Pro mladou dceru Kapuletů, Julii, to bude její první ples. Na slavnost se podaří v maskách proniknout Romeovi (z rodu Monteků) s Merkuciem a dalšími přáteli. Romeo se poprvé setká s Julií a zamiluje se do ní. Tybalt rozpozná Romea a hrozí další konflikt.
Po plese přichází Romeo pod Juliin balkon a milenci si vyznávají lásku.

### 2. dějství
Na veronském náměstí panuje ruch. Juliina chůva přinese Romeovi dopis, ve kterém mu Julie píše, že by se s ním chtěla nechat oddat.
V kapli u otce Lorenza proběhne svatba.
Na náměstí se opět schyluje k boji. Tybalt provokuje Merkucia. Šťastný Romeo se snaží oba usmířit, Tybalt ho však potupí a Merkucio přítele brání. V boji je Merkucio zabit, i když si všichni nejprve myslí, že žertuje a své zranění jen předstírá. Romeo chce přítele pomstít a Tybalta zabije. Proto musí město opustit.

### 3. dějství
Romeo stráví poslední noc ve městě s Julií, nad ránem se však oba musí rozloučit a Romeo odchází do vyhnanství. Rodiče Julie zatím plánují svatbu své dcery s Paridem. Julie se sňatku brání a poprosí o radu otce Lorenza. Ten jí dá nápoj, po jehož vypití Julie vypadá, jako by byla mrtvá. Plánovanou svatbu střídá pohřeb. I Romeo se domnívá, že Julie je mrtvá a přichází do kapuletovské hrobky, kde se střetne s Paridem a zabije ho. Poté vypije jed. Krátce na to se probudí Julie ze spánku, uvidí mrtvého Romea a zoufalá se probodne. Dochází ke smíru mezi oběma rody.